# Coeficiente de reparto octanol-agua
El coeficiente de reparto octanol-agua(KOW) de una sustancia, también llamado coeficiente de partición (POW), es el cociente o razón entre las concentraciones de esa sustancia en una mezcla bifásica formada por dos disolventes inmiscibles en equilibrio: n-octanol y agua. Ese coeficiente mide, pues, la solubilidad diferencial de un soluto en esos dos disolventes. Se ha elegido el n-octanol por ser un compuesto orgánico que simula bien el material lipídico de la biota, o en partículas y sedimentos orgánicos. Este coeficiente simula bien el carácter hidrófobo de una sustancia o la afinidad hacia los lípidos de una sustancia disuelta en agua.
- {\displaystyle K_{OW}\ =\ K_{octanol/agua}={\frac {{\big [}soluto{\big ]}_{octanol}}{{\big [}soluto{\big ]}_{agua}}}}

donde {\displaystyle [soluto]_{octanol}} es la concentración de ese soluto en n-octanol y, análogamente {\displaystyle [soluto]_{agua}} es la concentración en agua de esa misma sustancia. En el caso de solutos ionizables, sólo se considera la concentración de sustancia sin disociar (ácido o base libre), usando para ello el tampón adecuado, con un pH inferior al pK en el caso de los ácidos, o con un pH superior al pK en el caso de las bases.
Es posiblemente el coeficiente de reparto más empleado en química orgánica y en química farmacéutica. Su rango de valores es muy amplio y sirve, por ejemplo, para estimar la distribución de fármacos en el cuerpo. En lugar de los valores de K o P, se suele trabajar con sus logaritmos, {\displaystyle logK_{OW}} o {\displaystyle logP_{OW}}. Los fármacos con elevados coeficientes de reparto octanol-agua son hidrófobos y se distribuyen preferentemente en entornos hidrófobos como las bicapas lipídicas de las células, mientras que los fármacos con coeficientes de reparto bajos son hidrófilos y se encuentran preferentemente en los entornos hidrófilos como el suero sanguíneo. Por ejemplo, una sustancia con coeficiente de reparto elevado tiene gran absorción dérmica, es decir,atraviesan la piel con facilidad.
Su definición legal se encuentra en el Real Decreto 363/1995, de 10 de marzo, por el que se aprueba el reglamento sobre notificación de sustancias nuevas y clasificación, envasado y etiquetado de sustancias peligrosas, en su Anexo V, parte A, apartado A-7.

## Significado ambiental de los valores de KOW
El valor de KOW de una sustancia está relacionado con su capacidad de adsorción o su potencial de bioconcentración en tejidos grasos.
Un valor bajo de KOW indica la probable movilidad y transporte de ese material por su buena solubilidad, y fácil metabolización y biodegradación, es decir, hay que esperar una escasa bioacumulación.
Por el contrario, un valor alto de KOW indica posible absorción en tejidos grasos, suelo y sedimentos. Por lo tanto, es probable la bioconcentración o bioacumulación. Su escasa movilidad favorece la toxicidad de estas sustancias.

## Relación del coeficiente de reparto octanol-agua con otros coeficientes de reparto
Es posible relacionar KOW con otros coeficientes de reparto más difíciles de calcular de modo experimental como el coeficiente de reparto biota-agua, KBW , que se obtiene multiplicando KOW por un parámetro fB que señala la fracción de materia lipídica en la biota total.

{\displaystyle K_{BW}\ =\ K_{OW}\ \cdot \ f_{B}}
También se pueden estimar de este modo otros coeficientes como KPA, coeficiente de reparto aire-aerosoles (o aire-partículas) y también KSW, coeficiente de reparto suelo-agua.
Otros parámetros relacionados con KOW son el factor de concentración en raíz (FCR) y el potencial de bioacumulación o capacidad de bioacumulación.

## Determinación de KOW
Los métodos de determinación experimental de este parámetro están regulados a nivel internacional por la directriz 107 de la OCDE (1995) y la directriz 117 (1989) y por los reglamentos A-8 de la CEE (1992) y CEE 1907/2006,que han sido transpuestos a las respectivas legislaciones nacionales. Los métodos principales son los mismos que para otros coeficientes de reparto: el método del frasco de agitación y el método de cromatografía líquida de alta resolución (CLAR).

## Algunos datos de coeficientes de reparto octanol-agua
Los valores dados están clasificados por el valor de su coeficiente de reparto.
Según los valores de esta tabla, la acetamida es hidrofílica (logP bajo) y 2,2',4,4',5-Pentaclorobifenilo es lipofílico (logP elevado).
| Componente                     | log POW | T (°C)   | Literatura |
| ------------------------------ | ------- | -------- | ---------- |
| Acetamida                      | -1.16   | 25       | [ 8 ]      |
| Metanol                        | -0.82   | 19       | [ 9 ]      |
| Ácido fórmico                  | -0.41   | 25       | [ 10 ]     |
| Dietiléter                     | 0.83    | 20       | [ 9 ]      |
| p-Diclorobenceno               | 3.37    | 25       | [ 11 ]     |
| Hexametilbenceno               | 4.61    | 25       | [ 11 ]     |
| 2,2',4,4',5-Pentaclorobifenilo | 6.41    | Ambiente | [ 12 ]     |

Valores para otros compuestos se pueden encontrar en la base de datos de Sangster Research Laboratories. Cuando no se disponen de valores experimentales fiables del coeficiente de reparto octanol-agua, se estima su valor a partir de métodos QSAR (relación cuantitativa estructura-actividad). En la tabla siguiente se observa la afinidad de una sustancia por los tejidos grasos (abundantes en animales) en función del valor del logaritmo del coeficiente de reparto octanol-agua. Así este valor es una medida de la bioconcentración de esa sustancia en organismos acuáticos.
| Valor de log KOW | Afinidad por los tejidos grasos animales |
| ---------------- | ---------------------------------------- |
| > de 5           | Muy alta                                 |
| 3,5 a 5          | Alta                                     |
| 3 a 3,5          | Media                                    |
| 1 a 3            | Baja                                     |
| < de 1           | Muy baja                                 |

## Relación entre KOWy solubilidad en agua
S. H. Yalkowsky y col. han deducido una expresión, a partir de la ecuación de Hildebrand y Scott, que relaciona la solubilidad en agua y coeficiente de reparto octanol/agua admitiendo un comportamiento ideal de las sustancias.
{\displaystyle log\,S_{w}\ =\ -a\ -log\,K_{OW}\ -b\ -T_{fus}\ +\ c}
en la que Sw representa la solubilidad en agua, KOW el coeficiente de reparto de ese soluto en el sistema octanol/agua, Tfus el punto de fusión del soluto y a, b y c son constantes que dependen de las características del soluto (no electrólito o electrólito débil, rigidez molecular, etc.). En todos los casos tratados por los citados autores, a es ligeramente superior a la unidad, b tiene un orden de magnitud de 10-2, y c es próximo a la unidad cuando se aplica a moléculas rígidas, de cadena corta y no electrólitos.
Mediante esta ecuación se puede estimar la solubilidad en agua a partir del punto de fusión y de la solubilidad en octanol ya que el coeficiente de reparto octanol-agua es proporcional a la relación de solubilidades entre ambos disolventes.